# ميخائيل بيلي (لاعب كرة قدم كندية)
ميخائيل بيلي هو لاعب كرة قدم كندية كندي، ولد في 11 أكتوبر 1982 في برامبتون في كندا.